# Rubens Barrichello
Rubens Gonçalves Barrichello (ur. 23 maja 1972 w São Paulo) – brazylijski kierowca wyścigowy.
W trakcie swojej kariery w Formule 1 reprezentował zespoły Jordan, Stewart, Ferrari, Honda, Brawn oraz Williams.
Jest to kierowca (poza Kimi Räikkönenem) z największą liczbą przejechanych wyścigów w Formule 1 (322), 68 razy stawał na podium z czego 11 razy wygrywał Grand Prix.

## Życiorys

### Początki kariery
Barrichello zdobył pięć tytułów w kartingu w Brazylii zanim udał się do Europy, aby brać udział w serii Formuły Lotus w 1990 roku. W pierwszym roku startów wywalczył tytuł, a w następnym dokonał tego ponownie w Brytyjskiej Formule 3, pokonując Davida Coultharda. Był bliski wstąpienia do Formuły 1, ale ostatecznie rozpoczął starty w Formule 3000. Nie zdobył tytułu, ale trzecie miejsce pozwoliło mu podpisać kontrakt ze stajnią Jordan w sezonie 1993.

### Formuła 1

#### 1993–1996: Jordan

##### 1993

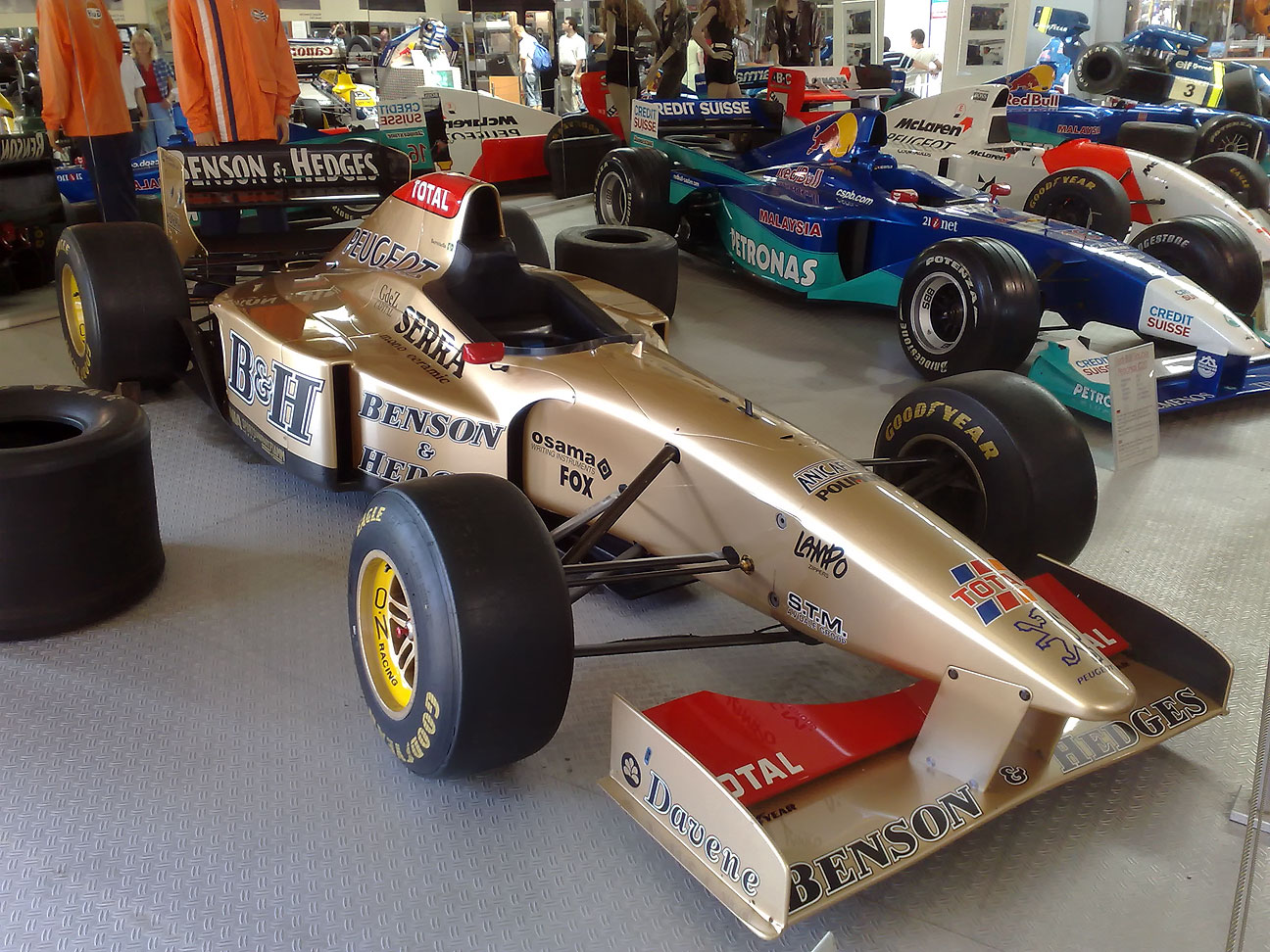
Bolid Jordana z 1996 roku

Debiutancki sezon Barrichello był dość udany. Wprawdzie Brazylijczyk zdobył tylko 2 punkty, ale jechał na 4. miejscu (tylko za Prostem, Hillem oraz Senną) w Grand Prix Europy, zanim z wyścigu wyeliminowała go awaria pompy paliwowej. Punkty mógł zdobyć już w pierwszym wyścigu, ale awaria przepustnicy na ostatnim okrążeniu zabrała mu punkt za szóste miejsce, na którym się wtedy znajdował. Aż 9 wyścigów Barrichello nie ukończył z powodu usterek technicznych. 5 z pozostałych 7 zakończył poza punktowaną szóstką, w jednym wypadł z toru, a swoje jedyne punkty w tym sezonie zdobył za zajęcie 5. miejsca w GP Japonii. Znacznie lepiej jednak spisywał się w kwalifikacjach, regularnie pokonując bardziej doświadczonych partnerów (Ivan Capelli i Thierry Boutsen).

##### 1994
Podczas sezonu 1994 Barrichello w domowym Grand Prix Brazylii był 4. (startował z 3. pola), a w Grand Prix Pacyfiku pierwszy raz w karierze stanął na podium, kończąc wyścig o jedną pozycję wyżej niż poprzedni. Po tych eliminacjach zajmował pozycję wicelidera klasyfikacji kierowców (za Michaelem Schumacherem). Sukces był tym większy, że w tym czasie były to jedyne punkty dla Jordana. Pierwszym europejskim wyścigiem w 1994 roku był Grand Prix San Marino na torze Imola. W zakręcie Variante Bassa przy prędkości ponad 200 km/h jego bolid nagle stracił przyczepność, wyleciał w powietrze, uderzył w bandę i przekoziołkował, a kierowca został uratowany przez ekipę ratunkową. Jego bolid okazał się konstrukcją zawodną. W pozostałych 13 startach popsuł się 7 razy. Barrichello nie stanął już na podium, ale wywalczył 4 czwarte miejsca, a w kwalifikacjach do GP Belgii okazał się najlepszy i do wyścigu ruszał z pole position. Był wtedy najmłodszym kierowcą, który tego dokonał. Pierwszy raz w karierze przewodził również stawce kierowców (przez kilka okrążeń w GP Portugalii). Sezon zakończył na szóstym miejscu z 19 punktami (jego partner z zespołu Eddie Irvine zdobył tylko 6 punktów).

##### 1995

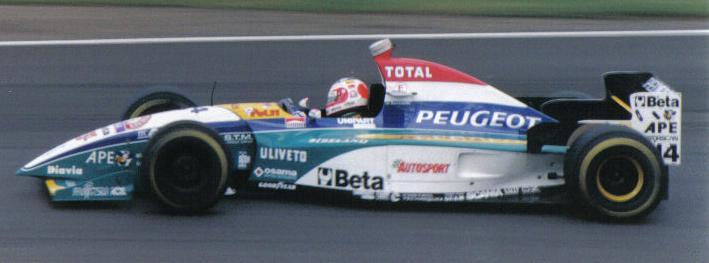
Barrichello podczas GP Wielkiej Brytanii 1995

Sezon 1994 sprawił, że przed sezonem 1995 Barrichello testował dla najpoważniejszych stajni w stawce (był bliski przejścia do Ferrari), jednak pozostał w przeciętnym Jordanie. Zespół wiązał duże nadzieje z nowymi silnikami Peugeota. Nie odniósł sukcesu. Brazylijczyk tylko raz był na podium (2. miejsce w GP Kanady), zdobył 11 punktów i zajął 11. miejsce w klasyfikacji kierowców. Irvine został sklasyfikowany pozycję wyżej, co umożliwiło mu starty dla Ferrari. Barrichello pozostał w Jordanie. W tym sezonie aż trzy razy tracił punkty (łącznie 7 punktów) na ostatnim okrążeniu. W GP Wielkiej Brytanii zdarzyła mu się kolizja (przy próbie wyprzedzania Marka Blundella), a w GP Węgier i Hiszpanii błędne wyliczenia mechaników sprawiły, że zabrakło mu paliwa.

##### 1996
W sezonie 1996 Barrichello 7 razy zajmował miejsca od 4 do 6, a pozostałych wyścigów w większości nie ukończył z przyczyn technicznych. Największym jego osiągnięciem w tym sezonie był start z pierwszej linii do GP Brazylii, tam również bolid uległ awarii. Pod koniec sezonu stosunki kierowcy z Eddiem Jordanem się popsuły, co zmusiło go do odejścia z zespołu. W klasyfikacji kierowców zajął 8. miejsce z dorobkiem 14 punktów.

#### 1997–1999: Stewart

##### 1997

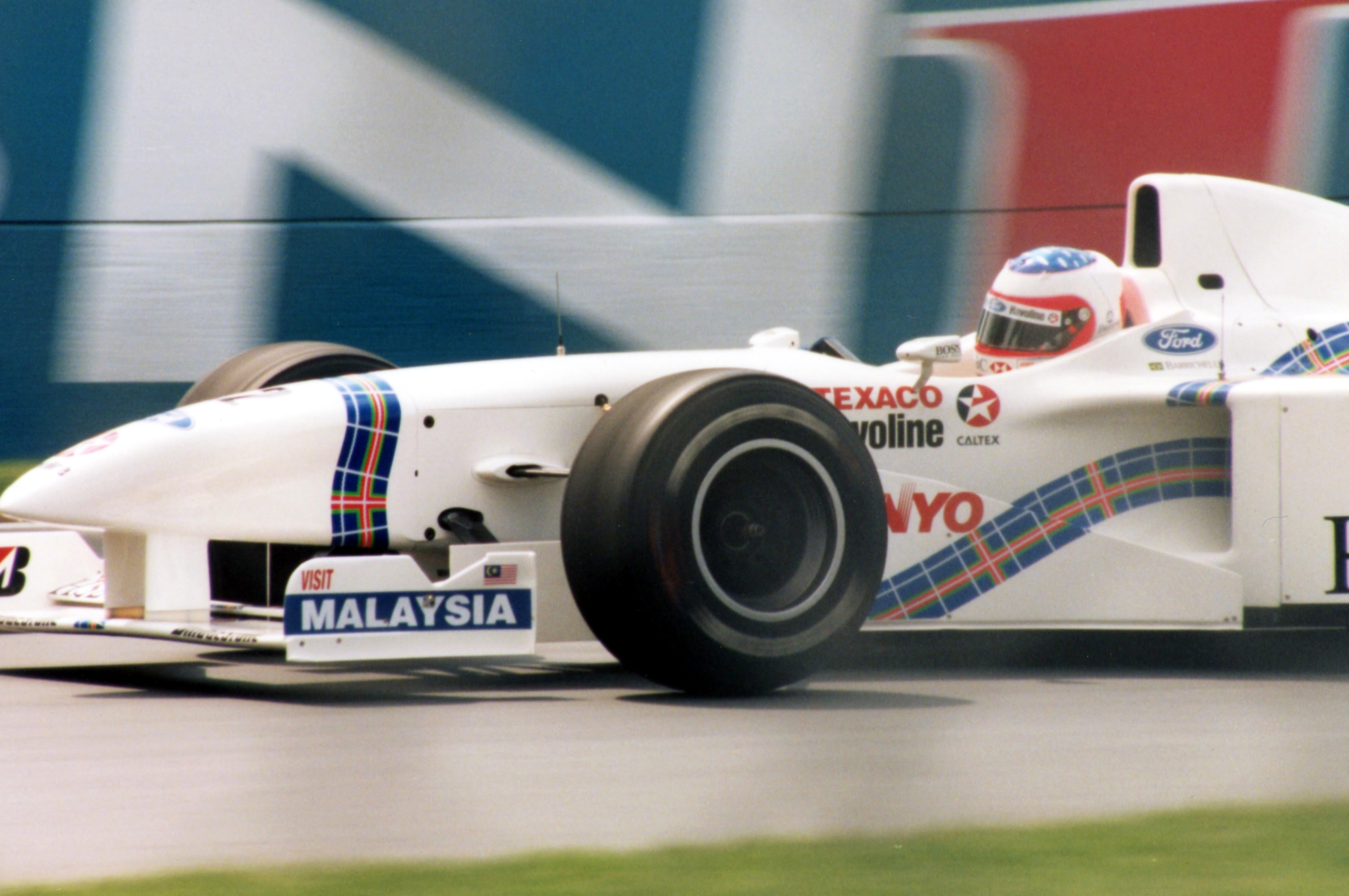
Barrichello w barwach zespołu Stewart Grand Prix (1998)

Barrichello od sezonu 1997 startował w barwach nowo utworzonego zespołu Stewart Grand Prix. Pierwszy rok startów w stajni Jackiego Stewarta był dla niego bardzo nieudany. Tylko raz ukończył wyścig – zajął 2. miejsce w GP Monako. Dało mu to 13. miejsce wśród kierowców.

##### 1998
Następny sezon u Stewarta Barrichello ukończył na 12. miejscu. Najwyżej był sklasyfikowany na 5. miejscu (2 razy), wielu wyścigów nie ukończył, wiele ukończył bez punktów. Przedłużył jednak kontrakt, gdyż i tak osiągnął lepsze wyniki niż koledzy z teamu: Magnussena i Verstappena (Holender zastąpił Duńczyka w trakcie sezonu).

##### 1999
Sezon 1999 (znów w barwach Stewarta) Brazylijczyk rozpoczął od zdobycia 2 punktów za 5. miejsce w GP Australii. W następnym wyścigu w Brazylii Barrichello prowadził, ale awaria zmusiła go do przerwania jazdy – w samochodzie wybuchł silnik. Następnie był 3. w GP San Marino. Do GP Francji startował z pole position, a wyścig ukończył na podium. Kolejne punkty zdobył na Węgrzech i we Włoszech. W GP Europy zajął 3. miejsce, punkty zdobywał też w Malezji. Regularnie wygrywał z partnerem ze Stewarta – Johnnym Herbertem, pokazał duże umiejętności jazdy w deszczu. Jeszcze kilka razy był bliski zdobycia punktów w słabym bolidzie. Te osiągnięcia zostały zauważone przez Jeana Todta i Barrichello podpisał kontrakt z wielką Scuderią Ferrari na przyszły rok.

#### 2000–2005: Ferrari

##### 2000
Partnerem Brazylijczyka został Michael Schumacher. Szefowie teamu z Maranello faworyzowało Niemca, który został mistrzem świata. Barrichello kilka razy przepuszczał kolegę, czasem zaś miał za zadanie blokować jego głównego rywala w walce o tytuł – Mikę Hakkinena. Szansę na zwycięstwo dawano mu tylko w razie awarii bolidu Schumachera. Taka sytuacja miała miejsce w Grand Prix Niemiec na torze Hockenheim. Barrichello wygrał wyścig po starcie z 18. pola. Było to jego pierwsze zwycięstwo w karierze. Wygrana w 123. starcie była rekordem Formuły 1 pod względem czasu oczekiwania kierowcy na swój pierwszy triumf do 12 lipca 2009 roku, kiedy rekord ten pobił Mark Webber, wygrywszy wyścig w swoim 132. starcie. Oprócz GP Niemiec Barrichello jeszcze osiem wyścigów tamtego sezonu zakończył na podium. Zajął 4. miejsce wśród kierowców, a Ferrari wygrało klasyfikację konstruktorów.

##### 2001
Mimo że w sezonie 2001 nie wygrał żadnego wyścigu, to 10 miejsc na podium pozwoliło mu zająć miejsce w pierwszej trójce sezonu. Zgromadził 56 punktów. Kolejny raz był bliski zwycięstwa w swoim rodzinnym mieście, ale z udziału w wyścigu musiał zrezygnować po awarii bolidu. Jednak ogólnie bolid sprawował się dobrze, Barrichello zdobywał punkty aż w 12 wyścigach. Jego zespół kolejny raz został mistrzem konstruktorów, a Schumacher – kierowców.

##### 2002
Rok 2002 przyniósł całkowitą dominację Ferrari. Barrichello zwyciężył czterokrotnie, zdobywając 77 punktów i zostając wicemistrzem świata. Dzięki tzw. poleceniom zespołu wygrał 2 wyścigi (GP Europy, GP Węgier – choć tam startował z pole position i Schumacher nie musiał go przepuszczać, to nie atakował pozycji Brazylijczyka w końcówce wyścigu), w GP Włoch był już zdecydowanie najlepszy, a GP Stanów Zjednoczonych wygrał przypadkiem – miał przepuścić Schumachera, ale nie wyhamował przed linią mety i pokonał Niemca o 0,011 sekundy. Jednak te same polecenia zespołu, które dały mu kilka zwycięstw odebrały mu szansę na tytuł mistrzowski, kiedy przepuścił Schumachera w GP Austrii. Podczas dekoracji Schumacher oddał Barrichellemu nagrodę za zwycięstwo i wpychał go na najwyższy stopień podium. Takie zachowanie Niemca spowodowało zakaz wydawania poleceń zespołu. Dokonania pod koniec sezonu zapewniły Barrichellemu tytuł wicemistrzowski i przedłużenie kontraktu z Ferrari o dwa lata.

##### 2003
Następny sezon był dla Ferrari mniej udany. Kolejny raz ruszał z pierwszego pola do GP Brazylii, ale zaledwie na 7 okrążeń przed metą awarii uległa pompa paliwowa. 8 miejsc na podium (w tym 2 wygrane – w GP Wielkiej Brytanii oraz w GP Japonii) dały mu 65 punktów. Nie wystarczyło to jednak do zajęcia miejsca na podium za cały sezon, zawodnik ostatecznie zajął 4. lokatę, za to Ferrari znów zostało mistrzem świata konstruktorów. Włoski team kolejny raz skupił się głównie na Schumacherze, który (przy pomocy kolegi z zespołu) zdobył tytuł z minimalną przewagą nad Kimim Räikkönenem.

##### 2004
Sezon 2004 nazywany jest wielkim sezonem Ferrari. Kierowcy tego teamu zapewnili sobie 2 pierwsze miejsca w klasyfikacji kierowców w połowie startów. W 7 z pierwszych 13 wyścigów Barrichello zajął 2. miejsce (za Schumacherem), sezon zaczął od 2. miejsca w kwalifikacjach i w wyścigu o GP Australii. W Malezji był 4. po starcie z 3. pola. W GP Bahrajnu powtórzył osiągnięcia z Australii. W San Marino był 4. w kwalifikacjach i 6. w wyścigu. GP Hiszpanii zakończył na 2. miejscu po starcie z piątej pozycji. W GP Monako osiągał 3, 4 miejsca wyżej niż w kwalifikacjach. Po 7. miejscu w kwalifikacjach do GP Europy wyścig zakończył na 2. miejscu. Na tych samych pozycjach (7. – kwalifikacje, 2. – wyścig) plasował się w GP Kanady, gdzie dodatkowo przejechał najszybsze okrążenie. Wygrał kwalifikacje do GP USA, ale w wyścigu (mimo najszybszego kółka) wyprzedził go Schumacher. Z Francji wyjechał z 10. rezultatem sesji kwalifikacyjnej i 3. miejscem w wyścigu. Barrichello wyprzedził w GP Francji Jarno Trullego w ostatnim zakręcie ostatniego okrążenia. W rezultacie Barrichello był trzeci, a Włoch znalazł się poza podium, w wyniku czego później został zwolniony z Renault. W Anglii też był 3., ale startował z 2. pola i przez kilka okrążeń prowadził. Nie zdobył punktów w Niemczech, ale w GP Węgier był 2. (w kwalifikacjach i wyścigu). W wyścigu w Belgii był 3. (3 pozycje wyżej niż w kwalifikacjach). W ostatnich wyścigach (Włochy, Chiny, Brazylia) zawsze startował z pierwszego pola i zawsze najszybciej kończył okrążenie. Jednak jego strata do Schumachera była zbyt duża, aby mógł zdobyć tytuł. Wygrał w Chinach i we Włoszech, ale w Brazylii zajął 3. miejsce. Rekordowe 114 punktów dało mu wicemistrzostwo świata (w większości sezonów taki wynik dawałby mistrzostwo). Ferrari z miażdżącą przewagą wygrało walkę o tytuł dla najlepszego konstruktora. Łącznie Barrichello w 18 startach 14 razy stawał na podium (tylko o jeden raz mniej od Schumachera), 16 razy punktował, a tylko raz (GP Japonii) nie ukończył wyścigu.

##### 2005

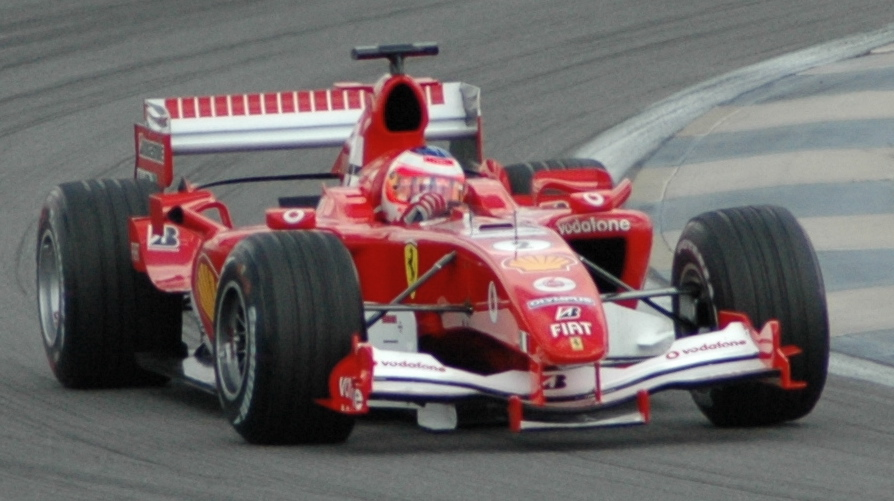
Barrichello podczas kwalifikacji do Grand Prix Stanów Zjednoczonych 2005

Po wprowadzeniu na początku roku 2005 przepisów zabraniających zmiany opon podczas wyścigu Ferrari straciło bardzo wiele ze swej szybkości. Nowy bolid okazał się konstrukcją wyjątkowo nieudaną. Na początku sezonu Brazylijczyk zajął 2. miejsce w GP Australii), ale po serii 4 wyścigów bez punktów spadł bardzo daleko w klasyfikacji kierowców. Jego starania przyniosły 2 trzecie miejsca, ale wciąż tracił bardzo dużo do Schumachera. W kontrowersyjnym GP Stanów Zjednoczonych Barrichello był 2., startowało jednak tylko 6 kierowców (14 kierowców z oponami Michelin wycofało się ze startu ze względu na podejrzenia, że te opony są mniej wytrzymałe na torze Indianapolis niż opony Bridgestone). Było to jego ostatnie podium dla Scuderii. Później punktował tylko w 3 z 11 wyścigów i zajął 8. miejsce w klasyfikacji kierowców. Schumi był 3. To spowodowało zerwanie kontraktu i przenosiny kierowcy do utworzonego na bazie BAR zespołu Hondy.

#### 2006–2008: Honda

##### 2006

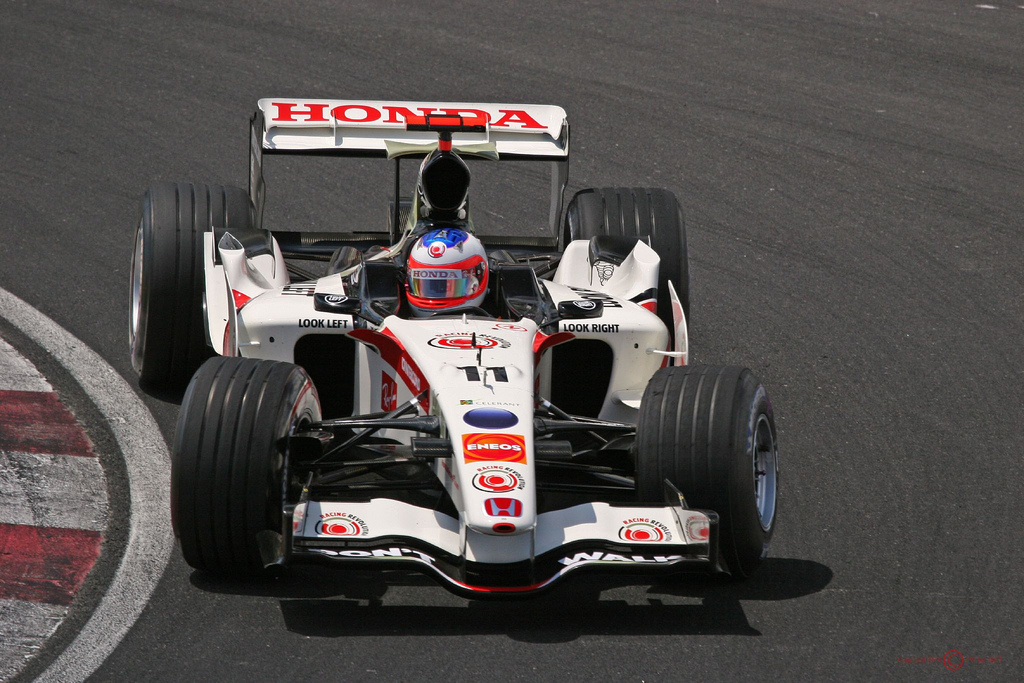
Barrichello w trakcie Grand Prix Kanady 2006

Partnerem Brazylijczyka został Jenson Button. W pierwszym sezonie Honda nie była bolidem samodzielnym, w nazwie stajni widniało jeszcze BAR i Lucky Strike. Barrichello przeważnie przegrywał z kolegą z teamu, zwłaszcza na początku startów (wiązało się to z doświadczeniem Brytyjczyka w zespole BAR). Jednak równa jazda (10 wyników punktowych, najwyżej 4 – dwukrotnie) dała mu 30 punktów i 7. miejsce na koniec sezonu, jedno niżej niż Button. Mimo że strata do Anglika była spora (26 pkt.) to zespół przedłużył kontrakt na kolejny sezon.

##### 2007
W sezonie 2007 Honda stała się w pełni niezależnym bolidem. Jednak nowy samochód był wyjątkowo nieudany. Kierowcy uplasowali się pod koniec drugiej dziesiątki, a Barrichello nie zdobył ani jednego punktu (choć był blisko w Monako i w Wielkiej Brytanii) i znów nie ukończył GP Brazylii.

##### 2008

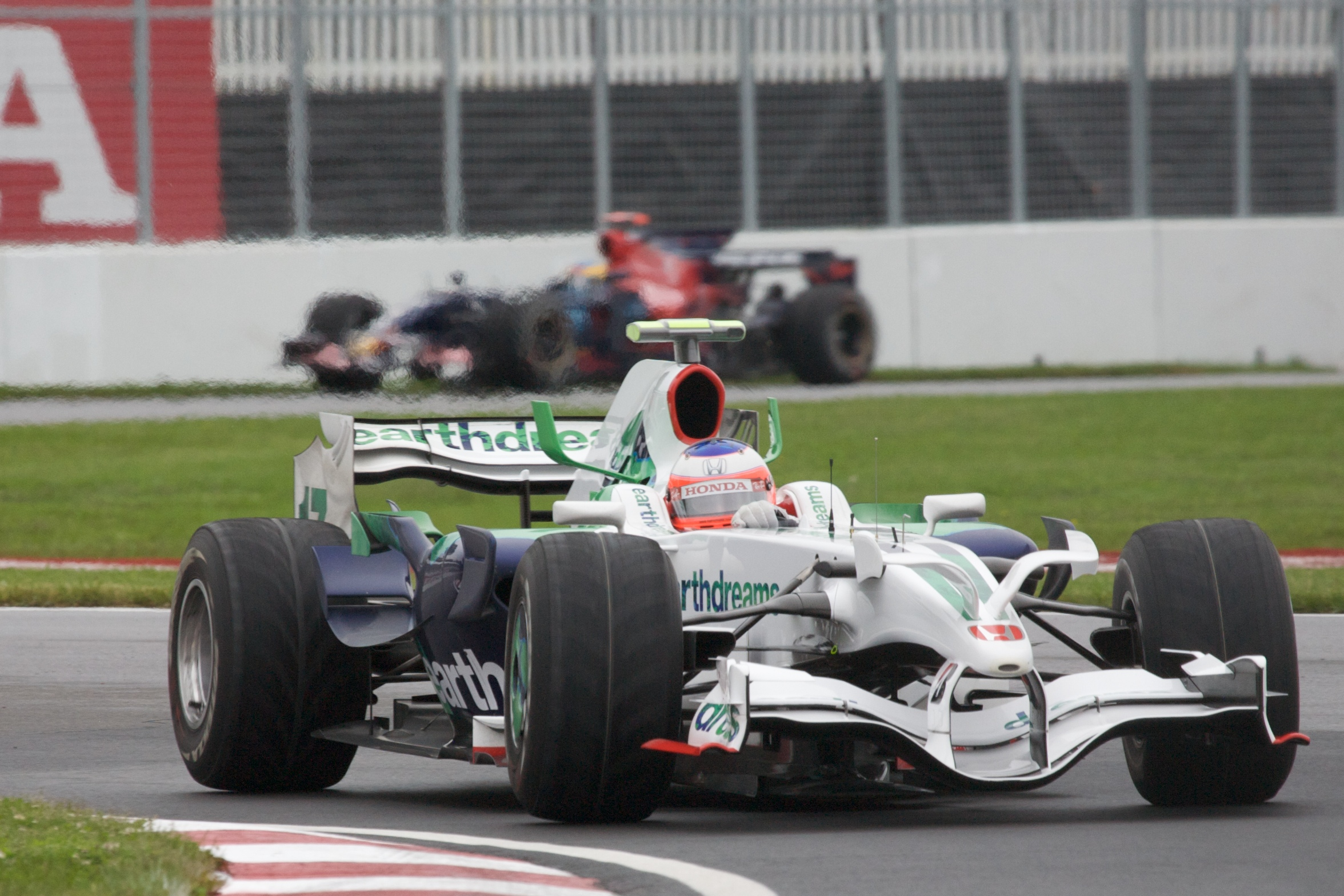
Barrichello podczas Grand Prix Kanady 2008

Kolejny sezon Barrichello rozpoczął znacznie lepiej. W kwalifikacjach do GP Australii zajął 10. miejsce, a w wyścigu był 6. W Grand Prix Monako 2008 Barrichello zdobył 3 punkty za 6. miejsce. W następnym wyścigu w Kanadzie był 7. (2 punkty). W GP Wielkiej Brytanii pierwszy raz od lat stanął na podium – był 3. Wcześniej w GP Turcji wystartował po raz 257., bijąc rekord w liczbie startów w F1. W ciągu sezonu zgromadził 11 punktów, co dało mu 14. miejsce. Na koniec sezonu miał na koncie 269 startów. Sponsorzy chcieli jednak zatrudnić zamiast niego młodszego kierowcę (miał to być Bruno Senna, bratanek Ayrtona Senny), jednak nowy właściciel zespołu, Ross Brawn, zdecydował się przedłużyć umowę z Brazylijczykiem. Jego partnerem na kolejny sezon pozostał Button.

#### 2009: Brawn GP

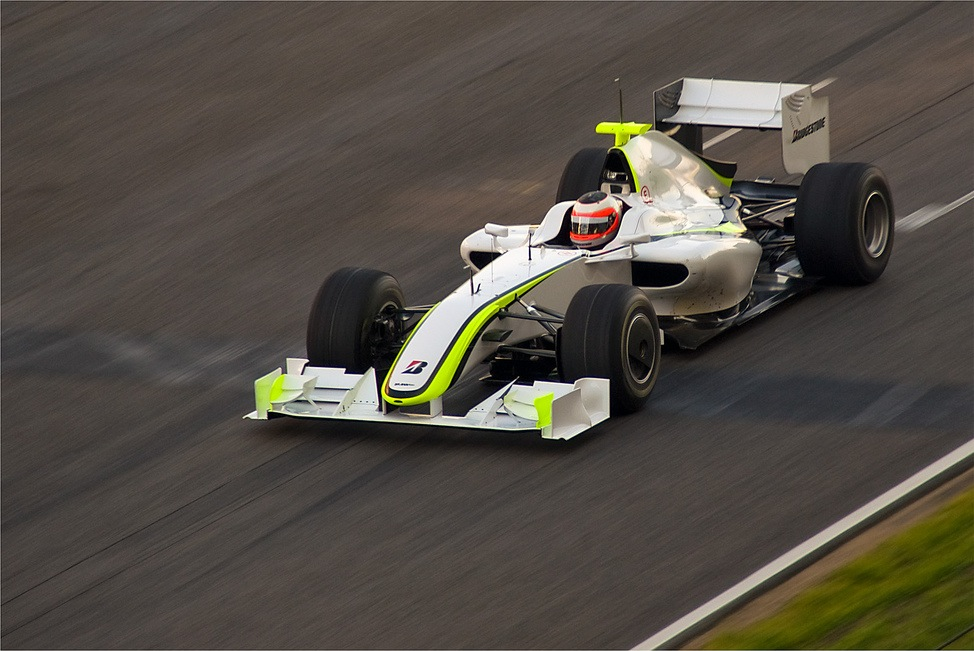
Barrichello w bolidzie Brawn BGP 001 podczas testów przed sezonem 2009 w Barcelonie

W sezonie 2009 Barrichello startował w barwach Brawn GP. Samochód wyposażony w podwójny dyfuzor spisywał się bardzo dobrze (przynajmniej na początku sezonu). Brazylijski kierowca był na podium w GP Australii i punktował w GP Malezji (5. miejsce – dostał połowę punktów, gdyż wyścig został przerwany). W Chinach w kwalifikacjach zajął 4. miejsce mimo bardzo dużego ładunku paliwa, ale w wyścigu nie zdołał poprawić tej pozycji (mimo najszybszego okrążenia – powodem były problemy z hamulcami).
W Bahrajnie Barrichello nie opłaciła się taktyka trzech postojów w boksie i na metę przyjechał dopiero szósty. Zdecydowanie lepiej było w GP Hiszpanii, gdzie dominował przez cały weekend. Mimo najszybszego okrążenia w wyścigu, nie udało mu się jednak odnieść 10. zwycięstwa w karierze z powodu źle dobranego ciśnienia w oponach w kluczowym momencie wyścigu. Ostatecznie Barrichello zakończył wyścig na drugim miejscu. 8 punktów za drugie miejsce Barrichello zdobył w GP Monako, ale już w GP Turcji miał problemy ze sprzęgłem na starcie, co spowodowało, że nie zdobył punktów. Ostatecznie Barrichello nie ukończył tego wyścigu z powodu nasilających się problemów ze skrzynią biegów. W GP Wielkiej Brytanii był 3., a wyścig o GP Niemiec, mimo prowadzenia ukończył na szóstym miejscu. Po tym wyścigu obwinił swój zespół o zaprzepaszczenie szans na zwycięstwo. W GP Węgier nie zdobył punktów, jednak 23 sierpnia w GP Europy na torze w Valencii zwyciężył pierwszy raz w sezonie i od pięciu lat oraz 10. w karierze. Dzięki temu Brazylijczyk awansował ponownie na drugie miejsce w klasyfikacji mistrzostw świata.
Po problemach za sprzęgłem Barrichello ukończył wyścig o GP Belgii na 7. pozycji i zdobył 2 punkty. We Włoszech na torze Monza odniósł drugie zwycięstwo w sezonie i umocnił się na pozycji wicelidera klasyfikacji generalnej. Ostatecznie Rubens Barrichello zajął 3. miejsce.

#### 2010–2011: Williams

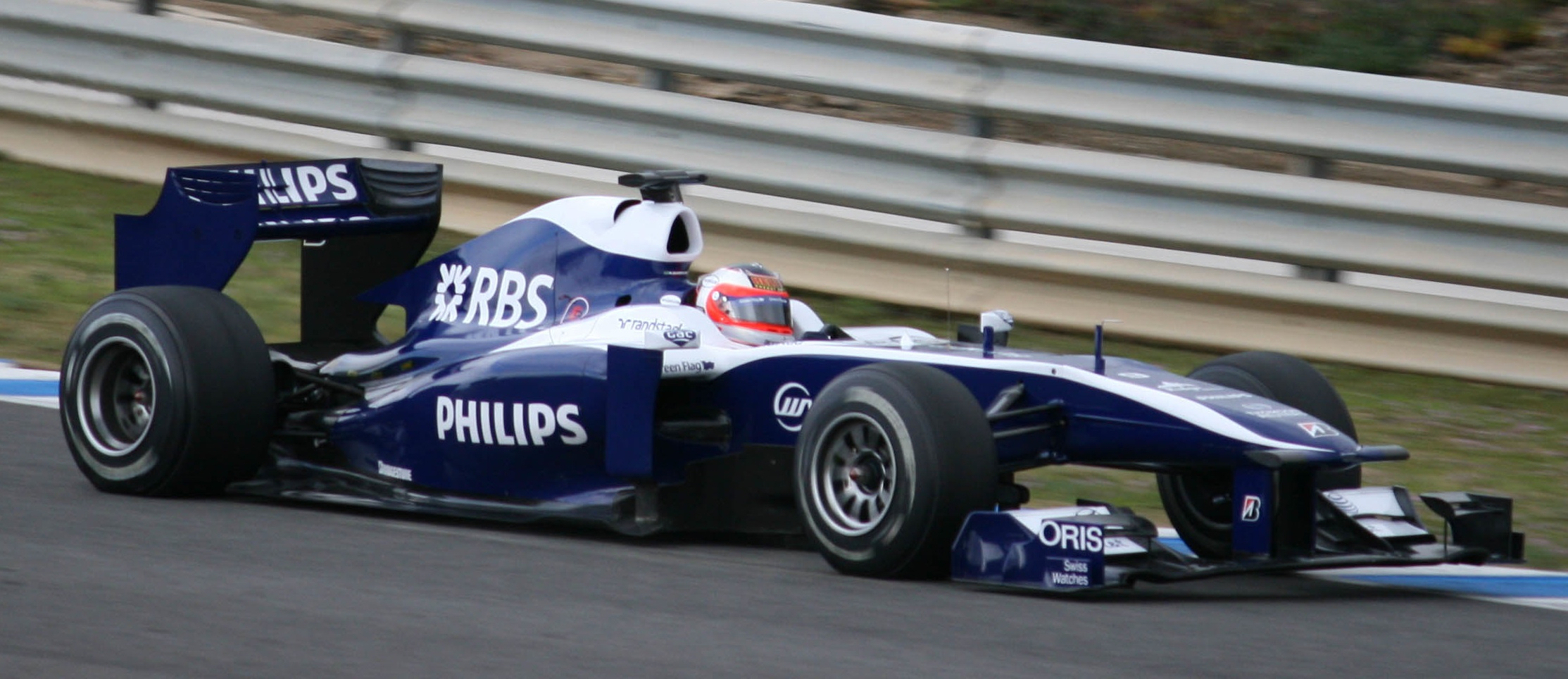
Barrichello podczas testów na torze w Jerez

Dwa dni po zakończeniu sezonu 2009 zespół Williams ogłosił, że w sezonie 2010 kierowcami ich teamu będą Barrichello oraz Nico Hülkenberg.

### Podsumowanie startów w Formule 1
Rubens Barrichello uznawany jest za jednego z najlepszych kierowców F1, którzy nie zdobyli tytułu mistrza świata. Największe sukcesy osiągnął z Ferrari jednak część ekspertów twierdzi, że w tym okresie jego szanse na najwyższe trofeum zostały zaprzepaszczone przez decyzje strategiczne włoskiego teamu oraz w dużej mierze przez faworyzowanie przez zespół Michaela Schumachera, który w barwach Ferrari pięciokrotnie zdobył tytuł mistrza świata w latach 2000-2004. Do sezonu 2009 miał na koncie 9 wygranych, 62 podia, 13 pole position i 16 najszybszych okrążeń. Łącznie zdobył 530 punktów.
Podczas 59. okrążenia Grand Prix Kanady 2010 został pierwszym w historii kierowcą, który przekroczył granicę 15 tysięcy okrążeń pokonanych w wyścigach Formuły 1.
Podczas Grand Prix Belgii 2010 Rubens Barrichello wystartował w swoim 300 Grand Prix w Formule 1.

### IndyCar Series
W sezonie 2012 dla Barrichello zabrakło miejsca w stawce Formuły 1, zainteresował się więc serią IRL IndyCar Series, w której od lat startował jego przyjaciel Tony Kanaan. Pod koniec stycznia odbył testy z zespołem KV Racing Technology, a 1 marca ogłoszono oficjalnie, że Barrichello będzie jednym z kierowców zespołu w sezonie 2012.

## Życie prywatne
Ojciec Barrichellego jest fanem sportów motorowych. W 1997 Barrichello ożenił się z Silvaną Giaffone, mają dwóch synów: Eduardo i Fernando. Interesuje go piłka nożna, jest kibicem Corinthians Paulista.
Zaproszony do Top Gear, przejechał okrążenie jako najszybsza w tamtym czasie osoba pokonując przy tym „Stiga”.
Kolekcjonuje kaski kierowców Formuły 1.

## Wyniki

### Formuła 1
| Legenda oznaczeń w tabelach wyników Wyświetl szablon na nowej stronie | Legenda oznaczeń w tabelach wyników Wyświetl szablon na nowej stronie                                                                     |
| Oznaczenie                                                            | Wyjaśnienie |
| --------------------------------------------------------------------- | --- |
| Złoty                                                                 | Zwycięzca lub mistrzostwo |
| Srebrny                                                               | 2. miejsce lub wicemistrzostwo |
| Brązowy                                                               | 3. miejsce lub II wicemistrzostwo |
| Zielony                                                               | Ukończył, punktował (w klasyfikacji generalnej, gdy zdobył co najmniej jeden punkt na przestrzeni sezonu, poza trzema powyższymi opcjami) |
| Niebieski                                                             | Ukończył, nie punktował (w klasyfikacji generalnej, gdy nie zdobył co najmniej jednego punktu na przestrzeni sezonu)                      |
| Czerwony                                                              | Nie zakwalifikował się (NZ) |
| Czerwony                                                              | Nie prekwalifikował się (NPK) |
| Różowy                                                                | Nie ukończył (NU) |
| Różowy                                                                | Niesklasyfikowany (NS) (w klasyfikacji generalnej, gdy nie został sklasyfikowany w żadnym wyścigu sezonu)                                 |
| Czarny                                                                | Zdyskwalifikowany (DK) |
| Czarny                                                                | Wykluczony (WYK/EX) |
| Biały                                                                 | Nie wystartował (NW) |
| Biały                                                                 | Kontuzjowany (K/INJ) |
| Biały                                                                 | Wyścig odwołany (OD/C) |
| Bez koloru                                                            | Został wycofany (WYC/WD) |
| Bez koloru                                                            | Nie przybył (NP/DNA) |
| Bez koloru                                                            | Nie brał udziału w treningach (NT/DNP) |
| Bez koloru                                                            | Nie został zgłoszony (–) |
| Pogrubienie                                                           | Start z pole position |
| Kursywa                                                               | Najszybsze okrążenie wyścigu |
| †                                                                     | Nie ukończył, ale jego rezultat został zaliczony ze względu na przejechanie więcej niż 90% dystansu wyścigu.                              |
| *                                                                     | Sezon w trakcie |
| 1/2/3                                                                 | Punktowana pozycja w sprincie kwalifikacyjnym                                                                                             |
| Lista systemów punktacji Formuły 1                                    | |

| Sezon | Zespół                               | Samochód                          | Pozycje startowe / w wyścigach | Pozycje startowe / w wyścigach | Pozycje startowe / w wyścigach | Pozycje startowe / w wyścigach | Pozycje startowe / w wyścigach | Pozycje startowe / w wyścigach | Pozycje startowe / w wyścigach | Pozycje startowe / w wyścigach | Pozycje startowe / w wyścigach | Pozycje startowe / w wyścigach | Pozycje startowe / w wyścigach | Pozycje startowe / w wyścigach | Pozycje startowe / w wyścigach | Pozycje startowe / w wyścigach | Pozycje startowe / w wyścigach | Pozycje startowe / w wyścigach | Pozycje startowe / w wyścigach | Pozycje startowe / w wyścigach | Pozycje startowe / w wyścigach | Pozycje startowe / w wyścigach | Pozycje startowe / w wyścigach |
| Sezon | Zespół                               | Silnik                            | 1                              | 2                              | 3                              | 4                              | 5                              | 6                              | 7                              | 8                              | 9                              | 10                             | 11                             | 12                             | 13                             | 14                             | 15                             | 16                             | 17                             | 18                             | 19                             | 20                             | 21                             |
| 1993  |                                      |                                   | Związek Południowej Afryki     | Brazylia                       | Unia Europejska                | San Marino                     | Hiszpania                      | Monako                         | Kanada                         | Francja                        | Wielka Brytania                | Niemcy                         | Węgry                          | Belgia                         | Włochy                         | Portugalia                     | Japonia                        | Australia                      |                                |                                |                                |                                |                                |
| ----- | ------------------------------------ | --------------------------------- | ------------------------------ | ------------------------------ | ------------------------------ | ------------------------------ | ------------------------------ | ------------------------------ | ------------------------------ | ------------------------------ | ------------------------------ | ------------------------------ | ------------------------------ | ------------------------------ | ------------------------------ | ------------------------------ | ------------------------------ | ------------------------------ | ------------------------------ | ------------------------------ | ------------------------------ | ------------------------------ | ------------------------------ |
| 1993  | Sasol Jordan                         | Jordan 193                        | 14                             | 14                             | 12                             | 13                             | 17                             | 16                             | 14                             | 8                              | 15                             | 17                             | 16                             | 13                             | 19                             | 15                             | 12                             | 13                             |                                |                                |                                |                                |                                |
| 1993  | Sasol Jordan                         | Hart 1035 3.5l V10                | NU                             | NU                             | 10                             | NU                             | 12                             | 9                              | NU                             | 7                              | 10                             | NU                             | NU                             | NU                             | NU                             | 13                             | 5                              | 11                             |                                |                                |                                |                                |                                |
| 1994  |                                      |                                   | Brazylia                       |                                | San Marino                     | Monako                         | Hiszpania                      | Kanada                         | Francja                        | Wielka Brytania                | Niemcy                         | Węgry                          | Belgia                         | Włochy                         | Portugalia                     | Unia Europejska                | Japonia                        | Australia                      |                                |                                |                                |                                |                                |
| 1994  | Total Jordan Hart                    | Jordan 194                        | 14                             | 8                              | NZ                             | 15                             | 5                              | 6                              | 7                              | 6                              | 11                             | 10                             | 1                              | 16                             | 8                              | 5                              | 10                             | 5                              |                                |                                |                                |                                |                                |
| 1994  | Total Jordan Hart                    | Hart 1035 3.5l V10                | 4                              | 3                              | NZ                             | NU                             | NU                             | 7                              | NU                             | 4                              | NU                             | NU                             | NU                             | 4                              | 4                              | 12                             | NU                             | 4                              |                                |                                |                                |                                |                                |
| 1995  |                                      |                                   | Brazylia                       | Argentyna                      | San Marino                     | Hiszpania                      | Monako                         | Kanada                         | Francja                        | Wielka Brytania                | Niemcy                         | Węgry                          | Belgia                         | Włochy                         | Portugalia                     | Unia Europejska                |                                | Japonia                        | Australia                      |                                |                                |                                |                                |
| 1995  | Total Jordan Peugeot                 | Jordan 195                        | 16                             | 10                             | 10                             | 8                              | 11                             | 9                              | 5                              | 9                              | 5                              | 14                             | 12                             | 6                              | 8                              | 11                             | 11                             | 10                             | 7                              |                                |                                |                                |                                |
| 1995  | Total Jordan Peugeot                 | Peugeot A10 3.0l V10              | NU                             | NU                             | NU                             | 7                              | NU                             | 2                              | 6                              | 11                             | NU                             | 7                              | 6                              | NU                             | 11                             | 4                              | NU                             | NU                             | NU                             |                                |                                |                                |                                |
| 1996  |                                      |                                   | Australia                      | Brazylia                       | Argentyna                      | Unia Europejska                | San Marino                     | Monako                         | Hiszpania                      | Kanada                         | Francja                        | Wielka Brytania                | Niemcy                         | Węgry                          | Belgia                         | Włochy                         | Portugalia                     | Japonia                        |                                |                                |                                |                                |                                |
| 1996  | Benson & Hedges Total Jordan Peugeot | Jordan 196                        | 8                              | 2                              | 6                              | 5                              | 9                              | 6                              | 7                              | 8                              | 10                             | 6                              | 9                              | 13                             | 10                             | 10                             | 9                              | 11                             |                                |                                |                                |                                |                                |
| 1996  | Benson & Hedges Total Jordan Peugeot | Peugeot A12 EV5 3.0l V10          | NU                             | NU                             | 4                              | 5                              | 5                              | NU                             | NU                             | NU                             | 9                              | 4                              | 6                              | 6                              | NU                             | 5                              | NU                             | 9                              |                                |                                |                                |                                |                                |
| 1997  |                                      |                                   | Australia                      | Brazylia                       | Argentyna                      | San Marino                     | Monako                         | Hiszpania                      | Kanada                         | Francja                        | Wielka Brytania                | Niemcy                         | Węgry                          | Belgia                         | Włochy                         | Austria                        | Luksemburg                     | Japonia                        | Unia Europejska                |                                |                                |                                |                                |
| 1997  | HSBC Malaysia Stewart Ford           | Stewart SF01                      | 11                             | 11                             | 5                              | 13                             | 10                             | 17                             | 3                              | 13                             | 21                             | 12                             | 10                             | 12                             | 11                             | 5                              | 9                              | 12                             | 12                             |                                |                                |                                |                                |
| 1997  | HSBC Malaysia Stewart Ford           | Ford VJ Zetec-R 3.0l V10          | NU                             | NU                             | NU                             | NU                             | 2                              | NU                             | NU                             | NU                             | NU                             | NU                             | NU                             | NU                             | 13                             | 14                             | NU                             | NU                             | NU                             |                                |                                |                                |                                |
| 1998  |                                      |                                   | Australia                      | Brazylia                       | Argentyna                      | San Marino                     | Hiszpania                      | Monako                         | Kanada                         | Francja                        | Wielka Brytania                | Austria                        | Niemcy                         | Węgry                          | Belgia                         | Włochy                         | Luksemburg                     | Japonia                        |                                |                                |                                |                                |                                |
| 1998  | HSBC Stewart Ford                    | Stewart SF02                      | 14                             | 13                             | 14                             | 17                             | 9                              | 14                             | 13                             | 14                             | 16                             | 5                              | 13                             | 14                             | 14                             | 13                             | 12                             | 16                             |                                |                                |                                |                                |                                |
| 1998  | HSBC Stewart Ford                    | Ford VJ Zetec-R 3.0l V10          | NU                             | NU                             | 10                             | NU                             | 5                              | NU                             | 5                              | 10                             | NU                             | NU                             | NU                             | NU                             | NW                             | 10                             | 11                             | NU                             |                                |                                |                                |                                |                                |
| 1999  |                                      |                                   | Australia                      | Brazylia                       | San Marino                     | Monako                         | Hiszpania                      | Kanada                         | Francja                        | Wielka Brytania                | Austria                        | Niemcy                         | Węgry                          | Belgia                         | Włochy                         | Unia Europejska                | Malezja                        | Japonia                        |                                |                                |                                |                                |                                |
| 1999  | HSBC Stewart Ford                    | Stewart SF03                      | 4                              | 3                              | 6                              | 5                              | 7                              | 5                              | 1                              | 7                              | 5                              | 6                              | 8                              | 7                              | 7                              | 15                             | 6                              | 13                             |                                |                                |                                |                                |                                |
| 1999  | HSBC Stewart Ford                    | Ford CR-1 3.0l V10                | 5                              | NU                             | 3                              | 9                              | DK                             | NU                             | 3                              | 8                              | NU                             | NU                             | 5                              | 10                             | 4                              | 3                              | 5                              | 8                              |                                |                                |                                |                                |                                |
| 2000  |                                      |                                   | Australia                      | Brazylia                       | San Marino                     | Wielka Brytania                | Hiszpania                      | Unia Europejska                | Monako                         | Kanada                         | Francja                        | Austria                        | Niemcy                         | Węgry                          | Belgia                         | Włochy                         | Stany Zjednoczone              | Japonia                        | Malezja                        |                                |                                |                                |                                |
| 2000  | Scuderia Ferrari Marlboro            | Ferrari F1-2000                   | 4                              | 4                              | 4                              | 1                              | 3                              | 4                              | 6                              | 3                              | 3                              | 3                              | 18                             | 5                              | 10                             | 2                              | 4                              | 4                              | 4                              |                                |                                |                                |                                |
| 2000  | Scuderia Ferrari Marlboro            | Ferrari 049 3.0l V10              | 2                              | NU                             | 4                              | NU                             | 3                              | 4                              | 2                              | 2                              | 3                              | 3                              | 1                              | 4                              | NU                             | NU                             | 2                              | 4                              | 3                              |                                |                                |                                |                                |
| 2001  |                                      |                                   | Australia                      | Malezja                        | Brazylia                       | San Marino                     | Hiszpania                      | Austria                        | Monako                         | Kanada                         | Unia Europejska                | Francja                        | Wielka Brytania                | Niemcy                         | Węgry                          | Belgia                         | Włochy                         | Stany Zjednoczone              | Japonia                        |                                |                                |                                |                                |
| 2001  | Scuderia Ferrari Marlboro            | Ferrari F2001                     | 2                              | 2                              | 6                              | 6                              | 4                              | 4                              | 4                              | 5                              | 4                              | 8                              | 6                              | 6                              | 3                              | 5                              | 2                              | 5                              | 4                              |                                |                                |                                |                                |
| 2001  | Scuderia Ferrari Marlboro            | Ferrari 050 3.0l V10              | 3                              | 2                              | NU                             | 3                              | NU                             | 3                              | 2                              | NU                             | 5                              | 3                              | 3                              | 2                              | 2                              | 5                              | 2                              | 15                             | 5                              |                                |                                |                                |                                |
| 2002  |                                      |                                   | Australia                      | Malezja                        | Brazylia                       | San Marino                     | Hiszpania                      | Austria                        | Monako                         | Kanada                         | Unia Europejska                | Wielka Brytania                | Francja                        | Niemcy                         | Węgry                          | Belgia                         | Włochy                         | Stany Zjednoczone              | Japonia                        |                                |                                |                                |                                |
| 2002  | Scuderia Ferrari Marlboro            | Ferrari F2001/F2002               | 1                              | 3                              | 8                              | 2                              | 2                              | 1                              | 5                              | 3                              | 4                              | 2                              | 3                              | 3                              | 1                              | 3                              | 4                              | 2                              | 2                              |                                |                                |                                |                                |
| 2002  | Scuderia Ferrari Marlboro            | Ferrari 050 3.0l V10/051 3.0l V10 | NU                             | NU                             | NU                             | 2                              | NW                             | 2                              | 7                              | 3                              | 1                              | 2                              | NW                             | 4                              | 1                              | 2                              | 1                              | 1                              | 2                              |                                |                                |                                |                                |
| 2003  |                                      |                                   | Australia                      | Malezja                        | Brazylia                       | San Marino                     | Hiszpania                      | Austria                        | Monako                         | Kanada                         | Unia Europejska                | Francja                        | Wielka Brytania                | Niemcy                         | Węgry                          | Włochy                         | Stany Zjednoczone              | Japonia                        |                                |                                |                                |                                |                                |
| 2003  | Scuderia Ferrari Marlboro            | Ferrari F2002/F2003-GA            | 2                              | 5                              | 1                              | 3                              | 2                              | 5                              | 7                              | 5                              | 5                              | 8                              | 1                              | 3                              | 5                              | 3                              | 2                              | 1                              |                                |                                |                                |                                |                                |
| 2003  | Scuderia Ferrari Marlboro            | Ferrari 051 3.0l V10/052 3.0l V10 | NU                             | 2                              | NU                             | 3                              | 3                              | 3                              | 8                              | 5                              | 3                              | 7                              | 1                              | NU                             | NU                             | 3                              | NU                             | 1                              |                                |                                |                                |                                |                                |
| 2004  |                                      |                                   | Australia                      | Malezja                        | Bahrajn                        | San Marino                     | Hiszpania                      | Monako                         | Unia Europejska                | Kanada                         | Stany Zjednoczone              | Francja                        | Wielka Brytania                | Niemcy                         | Węgry                          | Belgia                         | Włochy                         |                                | Japonia                        | Brazylia                       |                                |                                |                                |
| 2004  | Scuderia Ferrari Marlboro            | Ferrari F2004                     | 2                              | 3                              | 2                              | 4                              | 5                              | 7                              | 7                              | 7                              | 1                              | 10                             | 2                              | 8                              | 2                              | 6                              | 1                              | 1                              | 15                             | 1                              |                                |                                |                                |
| 2004  | Scuderia Ferrari Marlboro            | Ferrari 053 3.0l V10              | 2                              | 4                              | 2                              | 6                              | 2                              | 3                              | 2                              | 2                              | 2                              | 3                              | 3                              | 12                             | 2                              | 3                              | 1                              | 1                              | NU                             | 3                              |                                |                                |                                |
| 2005  |                                      |                                   | Australia                      | Malezja                        | Bahrajn                        | San Marino                     | Hiszpania                      | Monako                         | Unia Europejska                | Kanada                         | Stany Zjednoczone              | Francja                        | Wielka Brytania                | Niemcy                         | Węgry                          | Turcja                         | Włochy                         | Belgia                         | Brazylia                       | Japonia                        |                                |                                |                                |
| 2005  | Scuderia Ferrari Marlboro            | Ferrari F2004M/F2005              | 11                             | 12                             | 15                             | 10                             | 18                             | 10                             | 7                              | 20                             | 7                              | 6                              | 6                              | 15                             | 7                              | 11                             | 8                              | 13                             | 10                             | 9                              | 8                              |                                |                                |
| 2005  | Scuderia Ferrari Marlboro            | Ferrari 052 3.0l V10/053 3.0l V10 | 2                              | NU                             | 9                              | NU                             | 9                              | 8                              | 3                              | 3                              | 2                              | 9                              | 7                              | 10                             | 10                             | 10                             | 12                             | 5                              | 6                              | 11                             | 12                             |                                |                                |
| 2006  |                                      |                                   | Bahrajn                        | Malezja                        | Australia                      | San Marino                     | Unia Europejska                | Hiszpania                      | Monako                         | Wielka Brytania                | Kanada                         | Stany Zjednoczone              | Francja                        | Niemcy                         | Węgry                          | Turcja                         | Włochy                         |                                | Japonia                        | Brazylia                       |                                |                                |                                |
| 2006  | Lucky Strike Honda Racing F1 Team    | Honda RA106                       | 6                              | 12                             | 17                             | 3                              | 4                              | 5                              | 5                              | 6                              | 9                              | 4                              | 14                             | 6                              | 3                              | 14                             | 8                              | 3                              | 8                              | 5                              |                                |                                |                                |
| 2006  | Lucky Strike Honda Racing F1 Team    | Honda RA806E 2,4l V8              | 15                             | 10                             | 7                              | 10                             | 5                              | 7                              | 4                              | 10                             | NU                             | 6                              | NU                             | NU                             | 4                              | 8                              | 6                              | 6                              | 12                             | 7                              |                                |                                |                                |
| 2007  |                                      |                                   | Australia                      | Malezja                        | Bahrajn                        | Hiszpania                      | Monako                         | Kanada                         | Stany Zjednoczone              | Francja                        | Wielka Brytania                | Unia Europejska                | Węgry                          | Turcja                         | Włochy                         | Belgia                         | Japonia                        |                                | Brazylia                       |                                |                                |                                |                                |
| 2007  | Honda Racing F1 Team                 | Honda RA107                       | 17                             | 19                             | 15                             | 12                             | 9                              | 13                             | 15                             | 13                             | 14                             | 14                             | 18                             | 14                             | 12                             | 18                             | 17                             | 17                             | 11                             |                                |                                |                                |                                |
| 2007  | Honda Racing F1 Team                 | Honda RA807E 2,4l V8              | 11                             | 11                             | 13                             | 10                             | 10                             | 12                             | NU                             | 11                             | 9                              | 11                             | 18                             | 17                             | 10                             | 13                             | 10                             | 15                             | NU                             |                                |                                |                                |                                |
| 2008  |                                      |                                   | Australia                      | Malezja                        | Bahrajn                        | Hiszpania                      | Turcja                         | Monako                         | Kanada                         | Francja                        | Wielka Brytania                | Niemcy                         | Węgry                          | Unia Europejska                | Belgia                         | Włochy                         | Singapur                       | Japonia                        |                                | Brazylia                       |                                |                                |                                |
| 2008  | Honda Racing F1 Team                 | Honda RA108                       | 11                             | 14                             | 11                             | 11                             | 12                             | 15                             | 9                              | 18                             | 16                             | 18                             | 18                             | 19                             | 16                             | 16                             | 18                             | 17                             | 14                             | 15                             |                                |                                |                                |
| 2008  | Honda Racing F1 Team                 | Honda RA808E 2,4l V8              | DK                             | 13                             | 11                             | NU                             | 14                             | 6                              | 7                              | 14                             | 3                              | NU                             | 16                             | 16                             | NU                             | 17                             | NU                             | 13                             | 11                             | 15                             |                                |                                |                                |
| 2009  |                                      |                                   | Australia                      | Malezja                        |                                | Bahrajn                        | Hiszpania                      | Monako                         | Turcja                         | Wielka Brytania                | Niemcy                         | Węgry                          | Unia Europejska                | Belgia                         | Włochy                         | Singapur                       | Japonia                        | Brazylia                       |                                |                                |                                |                                |                                |
| 2009  | Brawn GP Formula One Team            | Brawn BGP001                      | 2                              | 4                              | 4                              | 6                              | 3                              | 3                              | 3                              | 2                              | 2                              | 13                             | 3                              | 4                              | 5                              | 5                              | 5                              | 1                              | 4                              |                                |                                |                                |                                |
| 2009  | Brawn GP Formula One Team            | Mercedes-Benz FO108W 2,4l V8      | 2                              | 5                              | 4                              | 5                              | 2                              | 2                              | NU                             | 3                              | 6                              | 10                             | 1                              | 7                              | 1                              | 6                              | 7                              | 8                              | 4                              |                                |                                |                                |                                |
| 2010  |                                      |                                   | Bahrajn                        | Australia                      | Malezja                        |                                | Hiszpania                      | Monako                         | Turcja                         | Kanada                         | Unia Europejska                | Wielka Brytania                | Niemcy                         | Węgry                          | Belgia                         | Włochy                         | Singapur                       | Japonia                        | Korea Południowa               | Brazylia                       |                                |                                |                                |
| 2010  | AT&T Williams F1 Team                | Williams FW32                     | 11                             | 8                              | 7                              | 11                             | 18                             | 9                              | 15                             | 11                             | 9                              | 8                              | 8                              | 12                             | 7                              | 10                             | 6                              | 7                              | 10                             | 6                              | 7                              |                                |                                |
| 2010  | AT&T Williams F1 Team                | Cosworth CA2010 2,4l V8           | 10                             | 8                              | 12                             | 12                             | 9                              | NU                             | 14                             | 14                             | 4                              | 5                              | 12                             | 10                             | NU                             | 10                             | 6                              | 9                              | 7                              | 14                             | 12                             |                                |                                |
| 2011  |                                      |                                   | Australia                      | Malezja                        |                                | Turcja                         | Hiszpania                      | Monako                         | Kanada                         | Unia Europejska                | Wielka Brytania                | Niemcy                         | Węgry                          | Belgia                         | Włochy                         | Singapur                       | Japonia                        | Korea Południowa               | Indie                          |                                | Brazylia                       |                                |                                |
| 2011  | AT&T Williams F1 Team                | Williams FW33                     | 17                             | 15                             | 15                             | 11                             | 19                             | 12                             | 16                             | 13                             | 15                             | 14                             | 15                             | 14                             | 13                             | 13                             | 13                             | 18                             | 16                             | 24                             | 12                             |                                |                                |
| 2011  | AT&T Williams F1 Team                | Cosworth CA2011 2,4l V8           | NU                             | NU                             | 13                             | 15                             | 17                             | 9                              | 9                              | 12                             | 13                             | NU                             | 13                             | 14                             | 12                             | 13                             | 17                             | 12                             | 15                             | 12                             | 14                             |                                |                                |

### Podsumowanie
| Sezon | Zespół | Konstruktor       | Zgł. | PKT | P.  | P1 | P2 | P3 | Punkt. | PP | NO | NS | DK | NZ |
| --- | --- | ----------------- | ---- | --- | --- | -- | -- | -- | ------ | -- | -- | -- | -- | -- |
| 1993 | Sasol Jordan | Jordan-Hart       | 16   | 2   | 17  | -  | -  | -  | 1      | -  | -  | 8  | -  | -  |
| 1994 | Total Jordan | Jordan-Hart       | 15   | 19  | 6   | -  | -  | 1  | 6      | 1  | -  | 7  | -  | 1  |
| 1995 | Total Jordan Peugeot | Jordan-Peugeot    | 17   | 11  | 11  | -  | 1  | -  | 4      | -  | -  | 9  | -  | -  |
| 1996 | Total Jordan Peugeot B&H Total Jordan Peugeot | Jordan-Peugeot    | 16   | 14  | 8   | -  | -  | -  | 7      | -  | -  | 7  | -  | -  |
| 1997 | HSBC Malaysia Stewart Ford | Stewart-Ford      | 17   | 6   | 13  | -  | 1  | -  | 1      | -  | -  | 14 | -  | -  |
| 1998 | HSBC Malaysia Stewart Ford | Stewart-Ford      | 16   | 4   | 12  | -  | -  | -  | 2      | -  | -  | 10 | -  | -  |
| 1999 | HSBC Malaysia Stewart Ford | Stewart-Ford      | 16   | 21  | 7   | -  | -  | 3  | 7      | 1  | -  | 4  | 1  | -  |
| 2000 | Scuderia Ferrari Marlboro | Ferrari           | 17   | 62  | 4   | 1  | 4  | 4  | 13     | 1  | 3  | 4  | -  | -  |
| 2001 | Scuderia Ferrari Marlboro | Ferrari           | 17   | 56  | 3   | -  | 5  | 5  | 13     | -  | -  | 3  | -  | -  |
| 2002 | Scuderia Ferrari Marlboro | Ferrari           | 17   | 77  | 2   | 4  | 5  | 1  | 11     | 5  | 5  | 5  | -  | -  |
| 2003 | Scuderia Ferrari Marlboro | Ferrari           | 16   | 65  | 4   | 2  | 1  | 5  | 11     | 3  | 3  | 5  | -  | -  |
| 2004 | Scuderia Ferrari Marlboro | Ferrari           | 18   | 114 | 2   | 2  | 7  | 5  | 16     | 4  | 4  | 1  | -  | -  |
| 2005 | Scuderia Ferrari Marlboro | Ferrari           | 19   | 38  | 8   | -  | 2  | 2  | 8      | -  | -  | 2  | -  | -  |
| 2006 | Lucky Strike Honda Racing F1 Team | Honda             | 18   | 30  | 7   | -  | -  | -  | 10     | -  | -  | 3  | -  | -  |
| 2007 | Honda Racing F1 Team | Honda             | 17   | 0   | 20  | -  | -  | -  | -      | -  | -  | 2  | -  | -  |
| 2008 | Honda Racing F1 Team | Honda             | 18   | 11  | 14  | -  | -  | 1  | 3      | -  | -  | 4  | 1  | -  |
| 2009 | Brawn GP Formula One Team | Brawn-Mercedes    | 17   | 77  | 3   | 2  | 3  | 1  | 15     | 1  | 2  | 1  | -  | -  |
| 2010 | AT&T Williams F1 Team | Williams-Cosworth | 19   | 47  | 10  | -  | -  | -  | 10     | -  | -  | 2  | -  | -  |
| 2011 | AT&T Williams F1 Team | Williams-Cosworth | 19   | 4   | 17  | -  | -  | -  | -      | -  | -  | 3  | -  | -  |
| Razem | 6 | 7                 | 326  | 658 | 2x2 | 11 | 29 | 28 | 142    | 14 | 17 | 94 | 2  | 1  |
| Sezon | Zespół | Konstruktor       | Zgł. | PKT | P.  | P1 | P2 | P3 | Punkt. | PP | NO | NS | DK | NZ |
| \| Legenda \| Legenda \| \| ------------------------------------------ \| ------------------------------------------------------------------------------------------------------------------------------------------------------------------------------------------------------------------------------------------------------------------------------------------------------------------------------------------------------------------------------------------------------------------------------ \| \| Zgł. PKT P. P1 P2 P3 Punkt. PP NO NS DK NZ \| Liczba zgłoszeń do wyścigów Liczba zdobytych punktów Pozycja zajęta w klasyfikacji generalnej Liczba zwycięstw Liczba drugich miejsc Liczba trzecich miejsc Wyścigi, w których kierowca punktował Liczba zdobytych pole position Liczba zdobytych najszybszych okrążeń Wyścigi, w których kierowca był niesklasyfikowany Wyścigi, w których kierowca był zdyskwalifikowany Wyścigi, do których kierowca się nie zakwalifikował \| | |                   |      |     |     |    |    |    |        |    |    |    |    |    |
| Legenda | |                   |      |     |     |    |    |    |        |    |    |    |    |    |
| Zgł. PKT P. P1 P2 P3 Punkt. PP NO NS DK NZ | Liczba zgłoszeń do wyścigów Liczba zdobytych punktów Pozycja zajęta w klasyfikacji generalnej Liczba zwycięstw Liczba drugich miejsc Liczba trzecich miejsc Wyścigi, w których kierowca punktował Liczba zdobytych pole position Liczba zdobytych najszybszych okrążeń Wyścigi, w których kierowca był niesklasyfikowany Wyścigi, w których kierowca był zdyskwalifikowany Wyścigi, do których kierowca się nie zakwalifikował |                   |      |     |     |    |    |    |        |    |    |    |    |    |

## Rekordy
| Rekord                                        | Liczba          |
| --------------------------------------------- | --------------- |
| Rekord okrążenia Autodromo Nazionale di Monza | 1:21.046 (2004) |
| Rekord okrążenia Circuit Gilles Villeneuve    | 1:13.622 (2004) |